# Diadegma melanium
Diadegma melanium är en stekelart som först beskrevs av Thomson 1887.  Diadegma melanium ingår i släktet Diadegma och familjen brokparasitsteklar. Arten är reproducerande i Sverige. Inga underarter finns listade i Catalogue of Life.